# Pervoverechenskoye
Pervorechenskoye (del ruso: Первореченское) es un selo del raión de Dinskaya del krai de Krasnodar del sur de Rusia. Está situado en las llanuras de Kubán-Priazov, a orillas de uno de los constituyentes (Kochety Pervi) del río Kochety, afluente del río Kirpili, 9 km al sudeste de Dinskaya y 26 km al nordeste de Krasnodar, la capital del krai. Tenía 2 676 habitantes en 2010.
Es cabeza del municipio Pervorechenskoye.

## Historia
Inicialmente se llamaba Jútor del primer río Kochety y en su territorio se hallaban cuatro koljoses: koljós im. Sabaldayeva (más tarde  koljós Trudovaya Kommuna), koljós im. Kalinina, el koljós Putilovets y el koljós Krasni kombain, que en 1952 se han organizado en el koljós general im. Kalinina. En 1962 su nombre es cambiado por koljós Pobeda.

## Educación
En la localidad se halla la escuela n.º 21, construida en 1957.

## Economía y transporte
Las principales actividades económicas de la localidad son la agricultura y la ganadería.
La carretera federal M4 Don Moscú-Novorosíisk pasa al sur de la localidad. La estación de ferrocarril más cercana se halla en Dinskaya, en la línea Krasnodar-Tijoretsk.

## Personalidades
- Nikolái Gorovói (*1937), Héroe del Trabajo Socialista.